# 제니 아이젠하워
제니 엘리자베스 아이젠하워(영어: Jennie Elizabeth Eisenhower, 1978년 8월 15일 ~ )는 미국의 배우, 감독, 그리고 부동산 중개인이다. 그녀는 극장 제작물 '오프-브로드웨이'와 지역 극장에서 공연을 했고, 7개의 배리모어 상 후보에 올랐고, 그 중 2개의 상을 수상했다. 그녀는 몇몇 장편 영화에서 단역을 연기했다. 그녀는 드와이트 D. 아이젠하워의 증손녀이자 미국의 대통령 리처드 닉슨의 외손녀이다.